# キルヒェンラーミッツ
キルヒェンラーミッツ (ドイツ語: Kirchenlamitz, ドイツ語発音: [kɪrç̩nˈlaːmɪt‿s]) はドイツ連邦共和国バイエルン州オーバーフランケン行政管区ヴンジーデル・イム・フィヒテルゲビルゲ郡に属する市で、ラミッツ川沿いに位置する。

## 地理

### 市の構成
本市は、公式には28の地区 (Ort) からなる。このうち小集落や孤立農場などを除く集落を以下に列記する。
- グロースシュロッペン
- ホーエンブーフ
- キルヒェンラーミッツ
- クラインシュロッペン
- ニーダーラミッツ
- ニーダーラミッツァーハンマー
- ラウメーテングリュン
- ライヒオルツグリュン

## 歴史
キルヒェンラーミッツの歴史は、その約2km南西に位置するエプレヒトシュタイン城の歴史でもある。1352年、ニュルンベルク城伯は、封土を与えられ、そのしばらく後にこの村をも含む領主権を手に入れた。ニュルンベルク城伯フリードリヒ5世は、1374年、この町に都市権を与えたが、のちに再び剥奪した。この後、この町を含むバイロイト侯領は、1791年にプロイセン王国に帰属した。4年間のフランス統治を経て、1810年にバイエルン王国領となった。1901年、この町は改めて「市」となった。

## ゆかりのある人物
- ヴィルヘルム・レーエ、神学者

## 行政

### 市議会
キルヒェンラーミッツの市議会は16議席からなる。

### 友好都市
- Kobyla Gora（ポーランド）

## 文化と見所

### 建造物
- ブーフハウス地区のエプレヒトシュタイン城

### 年中行事
- 7月の初めにある、キルヒェンラーミッツ・ヴィーゼンフェスタ（草原祭）

## 引用
1. ↑  https://www.statistikdaten.bayern.de/genesis/online?operation=result&code=12411-003r&leerzeilen=false&language=de Genesis-Online-Datenbank des Bayerischen Landesamtes für Statistik Tabelle 12411-003r Fortschreibung des Bevölkerungsstandes: Gemeinden, Stichtag (Einwohnerzahlen auf Grundlage des Zensus 2011)
2. ↑  Bayerische Landesbibliothek Online